# Association Sportive de Monaco Football Club 1996-1997
Questa voce raccoglie le informazioni riguardanti l'Association Sportive de Monaco Football Club nelle competizioni ufficiali della stagione 1996-1997.

## Maglie e sponsor
Lo sponsor tecnico per la stagione 1996-1997 è Adidas, mentre gli sponsor tecnici sono Eurest ed Emtel per il campionato, Liptonic per la Champions League.
| Casa |

## Rosa
| N. |                     | Ruolo | Calciatore       |
| -- | ------------------- | ----- | ---------------- |
| 1  | Francia (bandiera)  | P     | Fabien Barthez   |
| 2  | Francia (bandiera)  | D     | Patrick Blondeau |
| 3  | Francia (bandiera)  | D     | Éric Di Meco     |
| 4  | Francia (bandiera)  | D     | Martin Djetou    |
| 5  | Francia (bandiera)  | D     | Franck Dumas     |
| 6  | Francia (bandiera)  | C     | Emmanuel Petit   |
| 7  | Scozia (bandiera)   | C     | John Collins     |
| 8  | Algeria (bandiera)  | C     | Ali Benarbia     |
| 9  | Brasile (bandiera)  | A     | Sonny Anderson   |
| 10 | Belgio (bandiera)   | C     | Vincenzo Scifo   |
| 11 | Svizzera (bandiera) | A     | Marco Grassi     |
| 12 | Francia (bandiera)  | A     | Thierry Henry    |

| N. |                      | Ruolo | Calciatore        |
| -- | -------------------- | ----- | ----------------- |
| 14 | Francia (bandiera)   | C     | Laurent Viaud     |
| 15 | Francia (bandiera)   | C     | Sylvain Legwinski |
| 16 | Francia (bandiera)   | P     | Stéphane Porato   |
| 17 | Belgio (bandiera)    | D     | Philippe Léonard  |
| 18 | Francia (bandiera)   | C     | Gilles Grimandi   |
| 19 | Francia (bandiera)   | D     | Lilian Martin     |
| 20 | Danimarca (bandiera) | A     | Dan Petersen      |
| 21 | Francia (bandiera)   | D     | Manuel dos Santos |
| 22 | Francia (bandiera)   | A     | David Trezeguet   |
| 23 | Francia (bandiera)   | D     | Bruno Irles       |
| 24 | Nigeria (bandiera)   | A     | Victor Ikpeba     |

## Statistiche

### Andamento in campionato
| Giornata  | 1 | 2 | 3 | 4 | 5 | 6 | 7 | 8 | 9 | 10 | 11 | 12 | 13 | 14 | 15 | 16 | 17 | 18 | 19 | 20 | 21 | 22 | 23 | 24 | 25 | 26 | 27 | 28 | 29 | 30 | 31 | 32 | 33 | 34 | 35 | 36 | 37 | 38 |
| --------- | - | - | - | - | - | - | - | - | - | -- | -- | -- | -- | -- | -- | -- | -- | -- | -- | -- | -- | -- | -- | -- | -- | -- | -- | -- | -- | -- | -- | -- | -- | -- | -- | -- | -- | -- |
| Luogo     | T | C | T | T | C | T | C | T | C | T  | C  | T  | C  | T  | C  | T  | C  | T  | C  | T  | C  | C  | T  | C  | T  | C  | T  | C  | T  | C  | T  | C  | T  | C  | T  | C  | T  | C  |
| Risultato | V | N | P | V | V | N | N | V | N | P  | V  | N  | V  | V  | V  | P  | V  | V  | V  | V  | N  | V  | V  | V  | N  | N  | P  | N  | V  | V  | V  | V  | P  | N  | V  | N  | V  | V  |
| Posizione | 1 | 5 | 8 | 5 | 3 | 4 | 6 | 4 | 4 | 7  | 2  | 3  | 2  | 2  | 2  | 2  | 2  | 2  | 2  | 2  | 1  | 1  | 1  | 1  | 1  | 1  | 1  | 1  | 1  | 1  | 1  | 1  | 1  | 1  | 1  | 1  | 1  | 1  |

Fonte:  France » Ligue 1 1996/1997 » Schedule, su worldfootball.net.
Legenda:

Luogo: C = Casa; T = Trasferta. Risultato: V = Vittoria; N = Pareggio; P = Sconfitta.

### Statistiche dei giocatori
| Giocatore     | Division 1 | Division 1 | Division 1  | Division 1 | Coppa di Francia | Coppa di Francia | Coppa di Francia | Coppa di Francia | Coupe de la Ligue | Coupe de la Ligue | Coupe de la Ligue | Coupe de la Ligue | Coppa UEFA | Coppa UEFA | Coppa UEFA  | Coppa UEFA | Totale   | Totale | Totale      | Totale     |
| Giocatore     | Presenze   | Reti       | Ammonizioni | Espulsioni | Presenze         | Reti             | Ammonizioni      | Espulsioni       | Presenze          | Reti              | Ammonizioni       | Espulsioni        | Presenze   | Reti       | Ammonizioni | Espulsioni | Presenze | Reti   | Ammonizioni | Espulsioni |
| ------------- | ---------- | ---------- | ----------- | ---------- | ---------------- | ---------------- | ---------------- | ---------------- | ----------------- | ----------------- | ----------------- | ----------------- | ---------- | ---------- | ----------- | ---------- | -------- | ------ | ----------- | ---------- |
| S. Anderson   | 34         | 19         | 2           | 0          | 1                | 0                | 0                | 0                | 3                 | 4                 | 0                 | 0                 | 10         | 4          | 0           | 0          | 48       | 27     | 2           | 0          |
| F. Barthez    | 36         | -?         | 1           | 0          | 1                | -?               | 0                | 0                | 3                 | -?                | 0                 | 0                 | 10         | -?         | 1           | 0          | 50       | -?     | 2           | 0          |
| A. Benarbia   | 35         | 3          | 3           | 0          | 1                | 0                | 0                | 0                | 3                 | 0                 | 0                 | 0                 | 8          | 3          | 2           | 0          | 47       | 6      | 5           | 0          |
| P. Blondeau   | 31         | 5          | 0           | 0          | 1                | 0                | 0                | 0                | 2                 | 0                 | 0                 | 0                 | 10         | 1          | 1           | 0          | 44       | 6      | 1           | 0          |
| J. Collins    | 28         | 6          | 3           | 0          | 0                | 0                | 0                | 0                | 2                 | 0                 | 0                 | 0                 | 9          | 1          | 1           | 0          | 39       | 7      | 4           | 0          |
| É. Di Meco    | 2          | 0          | 0           | 0          | 0                | 0                | 0                | 0                | 2                 | 0                 | 0                 | 0                 | 0          | 0          | 0           | 0          | 4        | 0      | 0           | 0          |
| M. Djetou     | 26         | 0          | 3           | 0          | 1                | 0                | 0                | 0                | 3                 | 0                 | 1                 | 0                 | 10         | 0          | 2           | 0          | 40       | 0      | 6           | 0          |
| M. dos Santos | 2          | 0          | 0           | 0          | 0                | 0                | 0                | 0                | 1                 | 0                 | 0                 | 0                 | 0          | 0          | 0           | 0          | 3        | 0      | 0           | 0          |
| F. Dumas      | 36         | 0          | 2           | 1          | 1                | 0                | 0                | 0                | 3                 | 0                 | 0                 | 0                 | 8          | 0          | 2           | 1          | 48       | 0      | 4           | 2          |
| M. Grassi     | 12         | 0          | 2           | 0          | 0                | 0                | 0                | 0                | 4                 | 2                 | 0                 | 0                 | 3          | 0          | 0           | 0          | 19       | 2      | 2           | 0          |
| G. Grimandi   | 24         | 1          | 1           | 0          | 0                | 0                | 0                | 0                | 2                 | 0                 | 0                 | 0                 | 6          | 0          | 0           | 1          | 32       | 1      | 1           | 1          |
| T. Henry      | 36         | 9          | 2           | 0          | 0                | 0                | 0                | 0                | 2                 | 0                 | 1                 | 0                 | 9          | 1          | 2           | 0          | 47       | 10     | 5           | 0          |
| V. Ikpeba     | 31         | 13         | 6           | 0          | 1                | 0                | 0                | 0                | 3                 | 2                 | 1                 | 0                 | 10         | 7          | 0           | 0          | 45       | 22     | 7           | 0          |
| B. Irles      | 11         | 0          | 1           | 0          | 0                | 0                | 0                | 0                | 1                 | 0                 | 0                 | 0                 | 4          | 0          | 0           | 0          | 16       | 0      | 1           | 0          |
| S. Legwinski  | 37         | 9          | 5           | 0          | 0                | 0                | 0                | 0                | 3                 | 0                 | 0                 | 0                 | 9          | 1          | 3           | 0          | 49       | 10     | 8           | 0          |
| P. Léonard    | 19         | 0          | 2           | 0          | 1                | 0                | 0                | 0                | 1                 | 0                 | 0                 | 0                 | 4          | 0          | 0           | 1          | 25       | 0      | 2           | 1          |
| L. Martin     | 26         | 0          | 5           | 1          | 1                | 0                | 0                | 0                | 3                 | 0                 | 1                 | 0                 | 9          | 1          | 0           | 0          | 39       | 1      | 6           | 1          |
| D. Petersen   | 12         | 1          | 2           | 0          | 0                | 0                | 0                | 0                | 2                 | 0                 | 0                 | 0                 | 0          | 0          | 0           | 0          | 14       | 1      | 2           | 0          |
| E. Petit      | 29         | 0          | 1           | 0          | 1                | 0                | 1                | 0                | 3                 | 0                 | 1                 | 0                 | 7          | 0          | 1           | 0          | 40       | 0      | 4           | 0          |
| S. Porato     | 2          | -?         | 0           | 0          | 0                | 0                | 0                | 0                | 1                 | -?                | 0                 | 0                 | 0          | 0          | 0           | 0          | 3        | 0+     | 0           | 0          |
| V. Scifo      | 15         | 5          | 0           | 0          | 1                | 0                | 0                | 0                | 2                 | 0                 | 0                 | 0                 | 5          | 0          | 0           | 0          | 23       | 5      | 0           | 0          |
| D. Trézéguet  | 5          | 0          | 0           | 0          | 0                | 0                | 0                | 0                | 0                 | 0                 | 0                 | 0                 | 0          | 0          | 0           | 0          | 5        | 0      | 0           | 0          |
| L. Viaud      | 24         | 0          | 2           | 0          | 1                | 0                | 0                | 0                | 4                 | 0                 | 0                 | 0                 | 3          | 0          | 1           | 0          | 32       | 0      | 3           | 0          |